# V339 Delphini
V339 Delhini eller Nova Delphini 2013 var en ljusstark nova i Delfinens stjärnbild. Den upptäcktes den 14 augusti 2013 av amatörastronomen Koichi Itagaki i Japan. Novan hade vid upptäckten den skenbara magnituden +6,8 och blev som starkast den 16 augusti då den nådde +4,3. 

## Litiumsyntes
V339 Delphni var den första novan att observeras som syntetiserade grundämnet litium. Litium-7 skapades från sönderfallet av beryllium-7 och observerades i solvinden från novans utbrott. Detta blev därmed det första direkta beviset på hur förrådet av litium i den interstellära rymden bildas. Litium-7 omvandlas vidare i en nova, varför det behövde skjutas ut ur novan för att bli möjlig att bevisa. Beryllium producerade4s genom fusion av helium-3 och helium-4. Nukleosyntes av litium är en viktig observation i studie av universums uppbyggnad.